# Elecciones regionales de Finlandia de 2022
Las primeras elecciones regionales o de condado de Finlandia de 2022 se llevaron a cabo el 23 de enero de ese año. Los votantes eligieron a los miembros del consejo de los 21 nuevos condados de servicios de bienestar. Los residentes de Helsinki estuvieron excluidos de votar, ya que la ciudad seguiría siendo responsable de organizar los servicios de salud, sociales y de rescate en Helsinki. Åland también estuvo excluida, ya que no se vio afectada por la reforma de los servicios sociales y de salud.

## Antecedentes
Al menos durante los quince años previos hubo intentos de reformar los servicios sociales y de salud de nivel subnacional (reforma Sote) junto con las elecciones correspondientes. Esta reforma fue definida como la mayor reforma al sistema de salud en décadas e involucró la transferencia de los servicios sociales, sanitarios y de emergencias desde los 294 municipios hacia los nuevos consejos regionales elegidos por votación popular.
Las áreas de bienestar (en finés, hyvinvointialue) serán las áreas que se encargarán de organizar los servicios sociales, sanitarios y de emergencias a partir del 1 de enero de 2023, existirán 21 áreas de bienestar dentro del país, sin considerar a Hensinki, puesto que la ciudad seguirá siendo responsable de estos servicios y Åland no será afectada por estos cambios. Como las áreas de bienestar tendrán su propio autogobierno, en cada una habrá un consejo regional (en finés, aluevaltuusto) que tomará decisiones sobre variados temas, como por ejemplo, el cuidado de los mayores, funcionamiento de los centros de salud y estaciones de bomberos.
El gobierno de Sipilä se propuso llevar a cabo estas elecciones durante 2018, pero no hubo consenso. Finalmente durante el gobierno de Marin, se llegó a un acuerdo para celebrar por primera vez elecciones a los consejos regionales, en conjunto con las elecciones municipales. En primera instancia se pensó en llevarlas a cabo conjuntamente durante 2025, pero finalmente se decidió celebrar las primeras elecciones regionales, por separado, durante el comienzo de 2022.

### Efectos de la pandemia de COVID-19
Al igual que la elección municipal del año anterior, que se realizó durante la pandemia de COVID-19, la autoridad dispuso varias medidas para asegurar que el proceso de votación fuera seguro. Los locales de votación debían tener buena ventilación y las superficies debían ser sanitizadas, asimismo, los votantes deberían mantener las medidas regulares de distancia física, uso de mascarillas y sanitización de las manos, además, fue opcional que cada persona llevara su propio lápiz para marcar su preferencia en el voto. Debido a la rápida propagación de la variante ómicron durante las semanas previas, la cantidad de personas contagiadas y en cuarentena fue muy alta, para estas personas se dispusieron medidas especiales para ejercer su sufragio como votación dentro de un automóvil o en una mesa de votación fuera del recinto.

### Sistema electoral
Cada consejo regional, en el futuro, decidirá su número de consejeros, pero para la primera elección se eligió el número mínimo, según la ley de áreas de bienestar. Ella establece diferentes niveles, según la población, que van desde las regiones con menor población (hasta 200.000 habitantes) debiendo elegir al menos 59 escaños y hasta las de mayor población (más de 600.000 habitantes), debiendo elegir al menos, 89.
Fueron elegidos un total de 1379 miembros de los 21 consejos mediante representación proporcional con listas abiertas, asignándose los escaños según el método d'Hondt. Según la información oficial sobre la población de cada región, al día 31 de agosto de 2021, el número de consejeros regionales a elegir fue:
- 59 escaños: Ostrobotnia Central, Kainuu, Uusimaa Oriental, Carelia del Sur, Savonia del Sur, Kymenlaakso, Carelia del Norte, Tavastia Propia, Ostrobotnia, Laponia y Ostrobotnia del Sur.
- 69 escaños: Uusimaa Central, Päijänne Tavastia, Satakunta, Savonia del Norte, Finlandia Central y Vantaa-Kerava.
- 79 escaños: Ostrobotnia del Norte, Uusimaa Occidental, Finlandia del Sudoeste y Pirkanmaa.

## Calendario electoral
| Evento u otro                                                                                     | Fecha                   |
| ------------------------------------------------------------------------------------------------- | ----------------------- |
| Conformación del registro de derecho de voto (verificación de quién puede votar y en qué condado) | 31 de agosto de 2021    |
| Fecha límite para la inscripción de candidatos                                                    | 14 de diciembre de 2021 |
| Confirmación de los candidatos                                                                    | 23 de diciembre de 2021 |
| Voto anticipado en Finlandia                                                                      | 12–18 de enero de 2022  |
| Voto anticipado en el extranjero                                                                  | 12–15 de enero de 2022  |
| Día de las elecciones                                                                             | 23 de enero de 2022     |
| Ratificación de los resultados                                                                    | 26 de enero de 2022     |
| Inicio del trabajo de los nuevos concejos                                                         | 1 de marzo de 2022      |

Fuente:

## Encuestas de opinión
Los resultados de las encuestas se enumeran en la tabla siguiente en orden cronológico inverso, mostrando primero la más reciente. El porcentaje más alto de cada encuesta aparece en negrita y el fondo está sombreado en el color del partido líder. En el caso de que haya un empate, no se sombrea ninguna cifra. La tabla utiliza la fecha en que se realizó el trabajo de campo de la encuesta en lugar de la fecha de publicación. No obstante, si se desconoce esa fecha, se indicará en su lugar la fecha de publicación.
| Fecha                | Encuesta       | Kok.                      | SDP            | Kesk. | PS   | Vihr. | Vas. | SFP | KD  | Otros | Dif. |     |     |     |     |
| -------------------- | -------------- | ------------------------- | -------------- | ----- | ---- | ----- | ---- | --- | --- | ----- | ---- | --- | --- | --- | --- |
| Fecha                | Encuesta       | 27 Dic 2021 – 18 Ene 2022 | Taloustutkimus | 22,4  | 18,0 | 17,7  | 14,3 | 7,4 | 8,1 | Otros | Dif. | 5,0 | 3,4 | 3,7 | 4,4 |
| 4–16 Ene 2022        | Kantar TNS     | 20,7                      | 19,0           | 16,7  | 15,6 | 8,3   | 7,4  | 4,7 | 3,7 | 3,9   | 1,7  |     |     |     |     |
| 25 Nov – 22 Dic 2021 | Taloustutkimus | 21,8                      | 18,9           | 15,3  | 17,6 | 7,6   | 8,1  | 3,9 | 3,0 | 3,8   | 3,0  |     |     |     |     |

## Resultados
El ganador de las elecciones fue el Partido Coalición Nacional con el 21,6% de los votos, en segundo lugar quedó el partido de la primera ministra, el Partido Socialdemócrata, con un 19,3% y, muy cercanamente, en tercer lugar quedó el Partido del Centro con un 19,2%. Aunque debido al sistema electoral, este último partido, logró el primer lugar en los escaños (297) y fue la principal fuerza en nueve de los 21 consejos regionales. Estos tres partidos quedaron a una distancia considerable del resto, mejorando sus resultados de la elección municipal del año anterior.
Los siguientes puestos lo consiguieron partidos con representación parlamentaria como el Partido de los Finlandeses, la Alianza de la Izquierda, la Liga Verde, el Partido Popular Sueco, los Demócrata Cristianos y el Movimiento Ahora. Los restantes escaños lo logró el nuevo partido El Poder es del Pueblo y ocho candidaturas independientes en Uusimaa Central, Carelia del Sur y Laponia
La participación (47,5%) fue más baja en comparación a las últimas elecciones municipales (55,1%), siendo particularmente bajas en las regiones de Vantaa y Kerava con una participación menor al 40%, mientras, la mayor tasa de participación estuvo en Ostrobotnia con un 53,8%. A nivel de municipios, la mayor participación se dio en Larsmo (66,6%) y la menor en Vantaa (38%). Con respecto a las personas electas, un 53% de los nuevos escaños estarán ocupados por mujeres y un 47% por hombres, su edad promedio es 51 años y el rango etario con mayor número de elegidos fue el de 35 a 49 años con 497 escaños. Debido a la naturaleza de los cargos a desempeñar, una quinta parte de los candidatos tuvo experiencia militar o de rescates y, de los elegidos fue aún mayor, logrando un escaño, uno de cada tres ganadores.

Distribución de los escaños para cada partido dividido por regiones. En la figura pequeña, se indica el partido ganador en votos de cada región.

|  | 21.6 % |

|  | 19.3 % |

|  | 19.2 % |

|  | 11.1 % |

|  | 8.0 % |

|  | 7.4 % |

|  | 4.9 % |

|  | 4.2 % |

|  | 1.8 % |

|  | 1.3 % |

|  | 0.1 % |

|  | 0.1 % |

|  | 0.1 % |

|  | 0.1 % |

|  | 0.0 % |

|  | 0.0 % |

|  | 0.0 % |

|  | 0.0 % |

|  | 0.0 % |

|  | 0.7 % |

|  | 100.0 % |

|  | 99.6 % |

|  | 0.4 % |

|  | 100.0 % |

|  | 47.5 % |